# 1963 NBA Draft
W tym drafcie został wybrany z nr 3 Nate Thurmond, przyszły zawodnik NBA, jest on jednym z 4 zawodników w historii którzy zdobyli quadruple-double.

## Runda pierwsza
| Nr | Zawodnik         | Narodowość | Drużyna NBA            | College/Drużyna |
| -- | ---------------- | ---------- | ---------------------- | --------------- |
| 1  | Art Heyman       | USA        | New York Knicks        | Duke            |
| 2  | Rod Thorn        | USA        | Baltimore Bullets      | West Virginia   |
| 3  | Nate Thurmond    | USA        | San Francisco Warriors | Bowling Green   |
| 4  | Ed Miles         | USA        | Detroit Pistons        | Seattle         |
| 5  | Tom Thacker      | USA        | Cincinnati Royals      | Cincinnati      |
| 6  | Gerry Ward       | USA        | St. Louis Hawks        | Boston College  |
| 7  | Tom Hoover       | USA        | Syracuse Nationals     | Villanova       |
| 8  | Roger Strickland | USA        | Los Angeles Lakers     | Jacksonville    |
| 9  | Bill Green       | USA        | Boston Celtics         | Colorado State  |

## Runda druga
| Nr | Zawodnik        | Narodowość | Drużyna NBA            | College/Drużyna   |
| -- | --------------- | ---------- | ---------------------- | ----------------- |
| 10 | Jerry Harkness  | USA        | New York Knicks        | Loyola (IL)       |
| 11 | Gus Johnson     | USA        | Baltimore Bullets      | Idaho             |
| 12 | Gary Hill       | USA        | San Francisco Warriors | Oklahoma City     |
| 13 | Jerry Smith     | USA        | Detroit Pistons        | Furman            |
| 14 | Jim King        | USA        | Los Angeles Lakers     | Tulsa             |
| 15 | Leland Mitchell | USA        | St. Louis Hawks        | Mississippi State |
| 16 | Hershell West   | USA        | Syracuse Nationals     | Grambling         |
| 17 | Mel Gibson      | USA        | Los Angeles Lakers     | Western Carolina  |
| 18 | Ken Saylors     | USA        | St. Louis Hawks        | Arkansas Tech     |